# Cięciwa

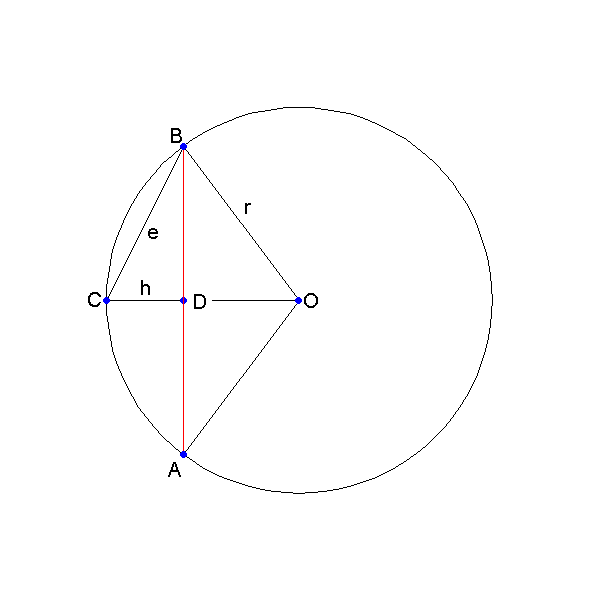
Przykładowa cięciwa łącząca punkty A oraz B

Cięciwa – odcinek łączący dwa dowolne punkty na okręgu, krzywej, bądź powierzchni. Najdłuższa możliwa cięciwa dla danego okręgu (lub ogólniej dla dowolnego zbioru punktów) nazywana jest średnicą.

## Cięciwy okręgu
Dla cięciw okręgu zachodzą zależności:
{\displaystyle c=2{\sqrt {2hr-h^{2}}}}
{\displaystyle e={\sqrt {2hr}}}
{\displaystyle h=r-{\frac {1}{2}}{\sqrt {4r^{2}-c^{2}}}={\frac {e^{2}}{2r}}}
{\displaystyle r={\frac {c^{2}+4h^{2}}{8h}}}
gdzie:
c – długość cięciwy łączącej punkty A i B
h – wysokość łuku okręgu
r – promień okręgu
e – długość cięciwy łączącej punkty B i C